# Paddock Lake
Paddock Lake is een plaats (village) in de Amerikaanse staat Wisconsin, en valt bestuurlijk gezien onder Kenosha County.

## Demografie
Bij de volkstelling in 2000 werd het aantal inwoners vastgesteld op 3012. In 2006 is het aantal inwoners door het United States Census Bureau geschat op 3150, een stijging van 138 (4,6%).

## Geografie
Volgens het United States Census Bureau beslaat de plaats een oppervlakte van 5,7 km², waarvan 5,1 km² land en 0,6 km² water. Paddock Lake ligt op ongeveer 256 m boven zeeniveau.

## Plaatsen in de nabije omgeving
De onderstaande figuur toont nabijgelegen plaatsen in een straal van 12 km rond Paddock Lake.